# Brian Stepanek
Brian Patrick Stepanek (Cleveland, 6 de fevereiro de 1971) é um ator e dublador americano. É conhecido por seu papel como Arwin Hawkhauser na série original do Disney Channel, The Suite Life of Zack & Cody e Brian em Brian O'Brian. Ele também foi um Agente do Setor Sete no filme Transformers, de Michael Bay, em 2007, e também teve um papel coadjuvante em The Island. Stepanek também é conhecido como a voz de Roger em Father of the Pride e interpretou Tom Harper na série da Nickelodeon Nicky, Ricky, Dicky & Dawn de 2014 a 2018. Atualmente, dá voz a Lynn Loud Sr. na série animada da Nickelodeon The Loud House.

## Carreira
Stepanek é conhecido por seu papel como Arwin no seriado da Disney Channel The Suite Life of Zack & Cody. Ele apareceu no filme de 2005, The Island.
Stepanek fez dublagens adicionais nos filmes A Series of Unfortunate Events, de Lemony Snicket, Kim Possible, Charlotte's Web e Over the Hedge. Ele dublou Roger em Father of the Pride. Ele apareceu nas comédias What I Like About You e Malcolm in the Middle. Ele foi co-apresentador dos primeiros Disney Channel Games. Stepanek interpretou o popular vilão do Batman, The Riddler, em um dos comerciais do Batman OnStar. Stepanek também pode ser visto como o gerente do banco no filme do Disney Channel, Beverly Hills Chihuahua 2.
Em 2008, ele dublou Martin no filme Bolt. Ele era um policial não creditado em Friday After Next. Ele tem seu primeiro papel de voz em The Secret Saturdays como Agente Epsilon. Brian dubla Kick, Brad e o pai de Brianna, Harold Buttowski na série animada da Disney XD, Kick Buttowski.
Stepanek estrelou uma série de curtas que foram ao ar no Disney Channel chamado Brian O'Brian, que era uma série silenciosa no estilo palhaçada e que foi filmada em Milão, na Itália. Ele estrelou o filme original do Disney Channel, Hatching Pete, como o treinador Mackay, e principalmente Mostly Ghostly, como Phears. Ele reprisou seu papel como Arwin por três episódios de The Suite Life on Deck. Ele fez uma aparição na temporada 9, episódio 19 de Two and a Half Men. Stepanek estrelou em Mr. Young como professor da universidade de Adam, Dr. Fenway.
De 2014 a 2018, Stepanek interpretou Tom Harper na série de televisão da Nickelodeon Nicky, Ricky, Dicky & Dawn, o pai dos quádruplos do título. Em 2015, ele apareceu no filme de animação Home, dublando vários papéis, incluindo o Gorg Commander.

## Vida pessoal
Stepanek nasceu e foi criado em Cleveland, Ohio. De 1985 a 1989, ele frequentou a Academia Gilmour e passou a freqüentar a Universidade de Syracuse. Desde 2002, ele é casado com Parisa Stepanek, e juntos, eles têm três filhos. [carece de fontes?]

## Filmografia
| Ano          | Título                                  | Papel                  | Notas                                                           |
| ------------ | --------------------------------------- | ---------------------- | --------------------------------------------------------------- |
| 2000         | The West Wing                           | Assessor do Senador    | Episódio: "The Lame Duck Congress"                              |
| 2002         | What I Like About You                   | Lowell                 | Episódio: "Holly's First Job"                                   |
| 2002         | Friday After Next                       | Oficial #3             | Filme                                                           |
| 2002         | The Drew Carey Show                     | Bob                    | Episódio: "The Dawn Patrol"                                     |
| 2004–2005    | Father of the Pride                     | Roger                  | Papel de voz; enredo recorrente                                 |
| 2005–2008    | The Suite Life of Zack and Cody         | Arwin Hawkhauser       | Papel recorrente, 27 episódios                                  |
| 2005         | The Island                              | Gandu Three Echo       | Filme                                                           |
| 2006         | Charlotte's Web                         | Grupo de ovelhas       | Filme; papel de voz                                             |
| 2006         | Over the Hedge                          | Nugent                 | Filme; papel de voz                                             |
| 2006–2008    | Disney Channel Games                    | Ele mesmo              | Host                                                            |
| 2007         | Transformers                            | Agente do Setor Sete   | Filme                                                           |
| 2007         | Kim Possible                            | Mathter                | Papel de voz; episódio: "Mathter and Fervent"                   |
| 2008         | Bolt                                    | Martin                 | Filme; papel de voz                                             |
| 2008         | The Secret Saturdays                    | Agente Epsilon         | Papel de voz; episódio: "Paris Is Melting"                      |
| 2008         | Brian O'Brian                           | Brian                  | Papel principal                                                 |
| 2008         | Mostly Ghostly: Who Let the Ghosts Out? | Phears                 | Diretamente em vídeo                                            |
| 2008–2011    | The Suite Life on Deck                  | Arwin Hawkhauser/Milos | 3 episódios                                                     |
| 2009         | Hatching Pete                           | Treinador Mackay       | Filme televisivo                                                |
| 2009         | Phineas and Ferb                        | Professor Mgillicuty   | Papel de voz; 2 episódios                                       |
| 2010         | Kick Buttowski: Suburban Daredevil      | Harold Buttowski       | Papel de voz, 10 episódios                                      |
| 2011         | Monster Mutt                            | Dr. Victor Lloyd       | Filme                                                           |
| 2011         | Beverly Hills Chihuahua 2               | Banqueiro              | Filme                                                           |
| 2011         | Mr. Young                               | Professor              | 3 episódios                                                     |
| 2012–2013    | Two and a Half Men                      | Arthur                 | Episódios: "Palmdale, Ech", "Mr. Walden, He Die. I Clean Room." |
| 2013         | Pain & Gain                             | Brad McCalister        | Filme                                                           |
| 2013         | The Crazy Ones                          | Phil                   | Episódio: "The Intern"                                          |
| 2014         | Jessie                                  | Mr. Collinsworth       | Episódio: "Hoedown Showdown"                                    |
| 2014         | Mixels                                  | Magnifo                | Papel de voz; Episódio: "Mixed Up Special"                      |
| 2014         | Jingle All the Way 2                    | Victor                 | Filme                                                           |
| 2014         | Mom                                     | Fred                   | Episódio: "Sonograms and Tube Tops"                             |
| 2014–2015    | The Haunted Hathaways                   | Oficial GooseBump      | 3 episódios                                                     |
| 2014–2018    | Nicky, Ricky, Dicky & Dawn              | Tom Harper             | Papel principal                                                 |
| 2015         | Home                                    | Gorg Commander / Boovs | Filme; papel de voz                                             |
| 2016–present | The Loud House                          | Lynn Loud Sr.          | Papel de voz; papel recorrente                                  |
| 2016         | LBJ                                     | Rufus Youngblood       | Filme                                                           |
| 2017–present | Young Sheldon                           | Mr. Givens             | Papel recorrente, 5 episódios                                   |
| 2017         | Longmire                                | Jay Purcell            | Episódio: "Fever"                                               |
| 2018         | Daphne & Velma                          | Nedley Blake           | Diretamente em vídeo                                            |
| 2018         | The Thundermans                         | Professor Meteor       | Episódio: "The Thundredth"                                      |
| 2018         | Green Book                              | Graham Kindell         | Filme                                                           |
| 2019         | I'm Sorry                               | Mr. Castellotti        | 4 episódios                                                     |